# Григорівка (зупинний пункт)
Григо́рівка — пасажирський залізничний зупинний пункт Лиманської дирекції Донецької залізниці на електрифікованій лінії Лозова — Слов'янськ між станціями  Гаврилівка (5,9 км) та Язикове (5,9 км). Розташований поблизу сіл Григорівка та Петрівка Ізюмського району Харківської області.

## Пасажирське сполучення
На Платформі Григорівка зупиняються приміські електропоїзди до станцій Краматорськ, Лозова, Слов'янськ, Харків-Пасажирський.